# Mario & Sonic
Mario & Sonic (マリオ&ソニック Mario to Sonikku?) är en crossoverspelserie, där rollfigurer från Nintendos Mario-serie och Segas Sonic-serie möter varandra i olympiska grenar. Hittills finns tre delar som utspelar sig under olympiska sommarspelen i Peking 2008, olympiska vinterspelen i Whistler och Vancouver 2010 och olympiska sommarspelen i London 2012. Ett fjärde spel spel är under utveckling, som kommer att ta plats under de olympiska vinterspelen 2014 i Sotji.

## Historia
Sega fick licens av internationella olympiska kommittén att skapa ett OS-baserat spel med Sonic the Hedgehog-karaktärer till de olympiska spelen i Peking 2008. De kontaktade Nintendo och fick lov att inkludera deras Mario-figurer i spelet, vilket från början togs som ett aprilskämt, innan Sega förklarade det officiellt på deras webbplats. Mario & Sonic at the Olympic Games blev därför det första spelet någonsin som både Mario och Sonic var med i, före Super Smash Bros. Brawl som gavs ut 2008, där Sonic även medverkade för första gången i serien.

## Spel
| Spel                                                 | Plattformar  | Datum      | Datum      | Datum      | Datum      | Ref.   |
| ---------------------------------------------------- | ------------ | ---------- | ---------- | ---------- | ---------- | ------ |
| Mario & Sonic at the Olympic Games                   | Wii          | 2007-11-23 | 2007-11-06 | 2007-11-22 | 2007-11-22 | [ 4 ]  |
| Mario & Sonic at the Olympic Games                   | Nintendo DS  | 2008-02-08 | 2008-01-22 | 2008-01-17 | 2008-02-07 | [ 5 ]  |
| Mario & Sonic at the Olympic Winter Games            | Wii          | 2009-10-16 | 2009-10-13 | 2009-11-05 | 2009-10-15 | [ 6 ]  |
| Mario & Sonic at the Olympic Winter Games            | Nintendo DS  | 2009-10-16 | 2009-10-13 | 2009-11-19 | 2009-10-15 | [ 7 ]  |
| Mario & Sonic at the London 2012 Olympic Games       | Wii          | 2011-11-18 | 2011-11-15 | 2011-12-08 | 2011-11-17 | [ 8 ]  |
| Mario & Sonic at the London 2012 Olympic Games       | Nintendo 3DS | 2012-02-10 | 2012-02-14 | 2012-03-01 | 2012-02-09 | [ 9 ]  |
| Mario & Sonic at the Sochi 2014 Olympic Winter Games | Wii U        | 2013-11-08 | 2013-11-15 | 2013-12-05 | 2013-11-09 | [ 8 ]  |
| Mario & Sonic at the Rio 2016 Olympic Games          | Wii U        | TBA 2016   | TBA 2016   | 2016-02-18 | TBA 2016   | [ 10 ] |
| Mario & Sonic at the Rio 2016 Olympic Games          | Nintendo 3DS | TBA 2016   | TBA 2016   | 2016-02-18 | TBA 2016   | [ 10 ] |

## Medverkande figurer
| Rollfigur            | 2008 | 2010 | 2012 | 2014 | 2016 | Spelserie |
| -------------------- | ---- | ---- | ---- | ---- | ---- | --------- |
| Amy                  | ✔    | ✔    | ✔    | ✔    | ✔    | Sonic     |
| Birdo                | ✗    | ✗    | ✗    | ✗    | ✔    | Mario     |
| Blaze                | ✔    | ✔    | ✔    | ✔    | ✔    | Sonic     |
| Bowser               | ✔    | ✔    | ✔    | ✔    | ✔    | Mario     |
| Bowser Jr.           | ✗    | ✔    | ✔    | ✔    | ✔    | Mario     |
| Cream                | ✗    | ✗    | ✗    | ✗    | ✔    | Sonic     |
| Daisy                | ✔    | ✔    | ✔    | ✔    | ✔    | Mario     |
| Diddy Kong           | ✗    | ✗    | ✗    | ✗    | ✔    | Mario     |
| Donkey Kong          | ✗    | ✔    | ✔    | ✔    | ✔    | Mario     |
| Dr. Eggman           | ✔    | ✔    | ✔    | ✔    | ✔    | Sonic     |
| Dr. Eggman Nega      | ✗    | ✗    | ✗    | ✗    | ✔    | Sonic     |
| Dry Bones            | ✗    | ✗    | ✗    | ✗    | ✔    | Mario     |
| Dry Bowser           | ✗    | ✗    | ✗    | ✗    | ✔    | Mario     |
| E-123 Omega          | ✗    | ✗    | ✗    | ✗    | ✔    | Sonic     |
| Espio                | ✗    | ✗    | ✗    | ✗    | ✔    | Sonic     |
| Jet                  | ✗    | ✗    | ✗    | ✗    | ✔    | Sonic     |
| Knuckles the Echidna | ✔    | ✔    | ✔    | ✔    | ✔    | Sonic     |
| Larry Koopa          | ✗    | ✗    | ✗    | ✗    | ✔    | Mario     |
| Ludwig von Koopa     | ✗    | ✗    | ✗    | ✗    | ✔    | Mario     |
| Luigi                | ✔    | ✔    | ✔    | ✔    | ✔    | Mario     |
| Mario                | ✔    | ✔    | ✔    | ✔    | ✔    | Mario     |
| Metal Sonic          | ✗    | ✔    | ✔    | ✔    | ✔    | Sonic     |
| Nabbit               | ✗    | ✗    | ✗    | ✗    | ✔    | Mario     |
| Peach                | ✔    | ✔    | ✔    | ✔    | ✔    | Mario     |
| Rosalina             | ✗    | ✗    | ✗    | ✗    | ✔    | Mario     |
| Rouge                | ✗    | ✗    | ✗    | ✗    | ✔    | Sonic     |
| Roy Koopa            | ✗    | ✗    | ✗    | ✗    | ✔    | Mario     |
| Shadow               | ✔    | ✔    | ✔    | ✔    | ✔    | Sonic     |
| Silver               | ✗    | ✔    | ✔    | ✔    | ✔    | Sonic     |
| Sonic                | ✔    | ✔    | ✔    | ✔    | ✔    | Sonic     |
| Sticks               | ✗    | ✗    | ✗    | ✗    | ✔    | Sonic     |
| Tails                | ✔    | ✔    | ✔    | ✔    | ✔    | Sonic     |
| Vector               | ✔    | ✔    | ✔    | ✔    | ✔    | Sonic     |
| Waluigi              | ✔    | ✔    | ✔    | ✔    | ✔    | Mario     |
| Wario                | ✔    | ✔    | ✔    | ✔    | ✔    | Mario     |
| Wave                 | ✗    | ✗    | ✗    | ✗    | ✔    | Sonic     |
| Wendy O. Koopa       | ✗    | ✗    | ✗    | ✗    | ✔    | Mario     |
| Yoshi                | ✔    | ✔    | ✔    | ✔    | ✔    | Mario     |
| Zavok                | ✗    | ✗    | ✗    | ✗    | ✔    | Sonic     |
| Zazz                 | ✗    | ✗    | ✗    | ✗    | ✔    | Sonic     |
| Totalt               | 16   | 20   | 20   | 20   | 40   |           |

## Mottagande
| Spel                                                 | GameRankings              | Metacritic                |
| Mario & Sonic at the Olympic Games                   | (DS) 69,06% (Wii) 68,01%  | (DS) 70/100 (Wii) 67/100  |
| Mario & Sonic at the Olympic Winter Games            | (DS) 75,90% (Wii) 71,51%  | (DS) 76/100 (Wii) 72/100  |
| Mario & Sonic at the London 2012 Olympic Games       | (3DS) 67,30% (Wii) 65,37% | (3DS) 66/100 (Wii) 66/100 |
| Mario & Sonic at the Sochi 2014 Olympic Winter Games | (Wii U) 54,95%            | (Wii U) 55/100            |